# Christian Liebe (Komponist)

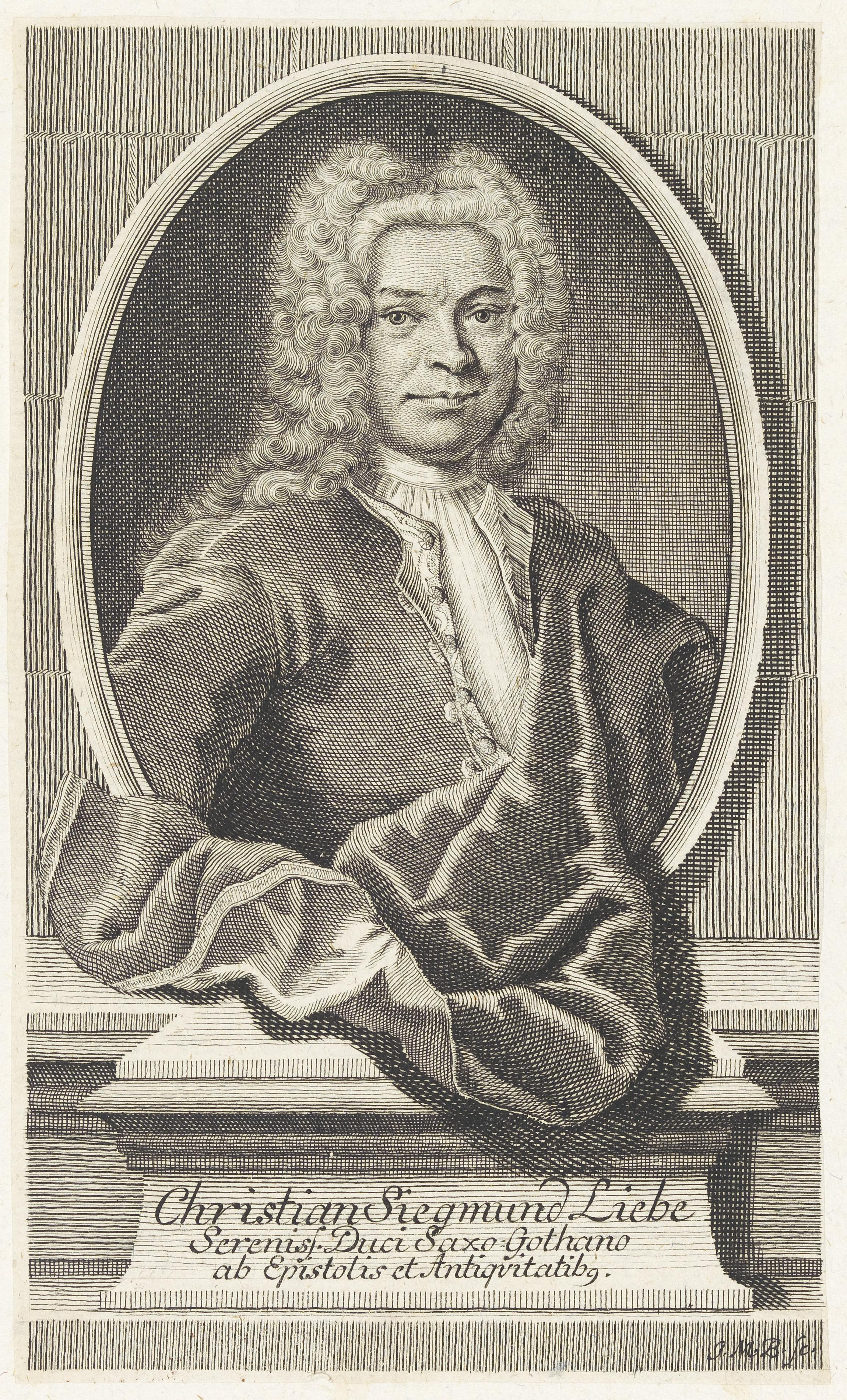
Christian Siegmund Liebe

Christian Siegmund Liebe (auch Lieben bzw. Lieber) (* 5. November 1654 in Freiberg; † 3. September 1708 in Zschopau) war ein deutscher Komponist und Organist des Barock.

## Leben
Christian Liebe erhielt seine erste musikalische Ausbildung in seiner Heimatstadt Freiberg bei dem dortigen Kantor Christoph Frölich. 1676 wandte er sich nach Leipzig, wo er sich an der Universität als Theologiestudent einschrieb. Eine Mitwirkung Liebes an der studentischen bzw. kirchlichen Musikpflege Leipzigs ist nicht belegbar, erscheint aber doch sehr wahrscheinlich. Nach einer Anstellung als Musiklehrer bei einer Dresdner Adelsfamilie (ab 1679) wurde er im Jahr 1684 zum Rektor und Organist in Frauenstein und ab 1691 zum Rektor in Zschopau berufen. Auch wenn es in Zschopau nicht zu seinen Aufgaben gehörte, wirkte Lieben wohl sehr häufig als Organist und Leiter bei der Kirchenmusik mit. Auch ist es sehr wahrscheinlich, dass ein Großteil seiner Werke dort entstanden ist. Liebe starb 1708 im Alter von 53 Jahren.

## Werke
Die Verbreitung seiner Werke spricht für die Tatsache, dass Christian Liebe ein durchaus beliebter Komponist des ausgehenden 17. und beginnenden 18. Jahrhunderts war. Seine Werke finden sich heute in Bibliotheken in Straßburg, Berlin (ehemals Bestand der Hofkapelle der Herzöge von Schleswig-Holstein-Gottorf), Dresden (ehemals Bestand der Fürstenschule Grimma) und Mügeln. Ein recht umfangreicher Bestand findet sich auch in der Bibliothèque du Séminaire Protestant in Straßburg.
Die Mehrzahl der überlieferten Werke Christian Liebes sind Kantaten, einige mit einer außergewöhnlich großen Bläserbesetzung. 
in Berlin (Staatsbibliothek zu Berlin – Preußischer Kulturbesitz)
- Ich habe einen guten Kampf gekämpfet (5 Singstimmen, 2vl, 2vle, fg, org) [identisch mit dem gleichnamigen in Straßburg überlieferten Stück]
- Komm heiliger Geist (2 Singstimmen, 2piffari, bc)
- Meine Schafe hören meine Stimme (B, vl, 3vle, fg, bc)
- Und du Bethlehem (4 Singstimmen, 2vl, 2fl, vc, bc)
- Gloria in excelsis Deo (6 Singstimmen, 2clarini, timp, 2vl, 3vle, vln, bc) (Liebes Autorschaft nicht gesichert)

in Dresden (Sächsische Landesbibliothek)
- Ach, liebster Jesu komm herein (5 Singstimmen, 2vl, 2vle, fg, bc)
- Als der Tag der Pfingsten erfüllet war (4 Singstimmen, 3ob, fg, 2vl, bc)
- Aus der Tiefen rufe ich (4 Singstimmen, 2vl, 2vle, fg, bc)
- Das neugeborne Kindelein (5 Singstimmen, 2clarini, timp, 2vl, 2vle, fg, bc)
- Der Herr ist Gott (4 Singstimmen, 2clarini, 2vl, fg, bc)
- Ihr wisset die Gnade unsers Herrn (4 Singstimmen, 4ob, vl, 2 vle, vln, 4 hp, bc)
- Komm an, du sanftes Brausen (5 Singstimmen, vl, 4vle, fg, bc)
- Machet die Tore weit (4 Singstimmen, 2clarini, 2vl, fg, bc)
- O Heiland aller Welt (4 Singstimmen, 2vl, bc)

in Straßburg (Collegium Wilhelmitanum)
- Alle Bitterkeit und Grumm und Zorn (4 Singstimmen, vl, 2vle, bc)
- Darum seid barmherzig (4 Singstimmen, 2vl, 2vle, fg)
- Der Engel des Herrn (4 Singstimmen, 2clarini, 2vl, 2 vle, fg, bc)
- Der Mensch vom Weibe geboren (4 Singstimmen, 3ob, fg, 2vl, bc)
- Es ist umsonst, daß ihr früh aufsteht (4 Singstimmen, 2vl, 2vle, fg, bc)
- Gnade! Gnade! Jesu, Gnade (5 Singstimmen, 2vl, 2 vle, fg, org)
- Herr, höre und sei mir gnädig (4 Singstimmen, 2vl, 2vle, fg)
- Ich bleib, o Jesu, ganz der deine (4 Singstimmen, instr, bc)
- Ich danke dir, Gott (4 Singstimmen, vl, 3vle, bc)
- Ich habe einen guten Kampf gekämpfet (5 Singstimmen, 2vl, 2vle, fg, org) [identisch mit dem gleichnamigen in Berlin überlieferten Stück]
- Liebet eure Feinde (4 Singstimmen, clarino, 2vl, vla/trbn, bc)
- Machet euch Freund (4 Singstimmen, 3ob, fg, 2vl, bc)
- Mein Freund, ich tue dir nicht unrecht (4 Singstimmen, 3ob, fg, bc)
- Meine Seele erhebet den Herrn (4 Singstimmen, clarino, timp, 2vl, vla, bc)
- Sehet euch für den falschen Propheten (4 Singstimmen, 3ob, fg, 2vl, bc)
- Sei nun wieder zufrieden (5 Singstimmen, 2vl, 2piffari, 4cnt, fg, org, bc)
- Siehe, des Herrn Auge siehet auf die (4 Singstimmen, 2vl, 2vle, fg, bc)
- Trachet am ersten nach dem Reich Gottes (4 Singstimmen, vl, 2vle, fg, bc)
- Und du, Kindlein (4 Singstimmen, 3ob, fg, bc)
- Wenn du es wüßtest (4 Singstimmen, 3ob, fg, 2vl, bc)
- Wohl dem, dem ein tugendsam Weib beschert ist (4 Singstimmen, 2vl, 2vle, fg, org)

In Mügeln (Kantoreiarchiv)
- Das Verlangen der Elenden hörest du, Herr (4 Singstimmen, vl, 2vle, bc) [Autorschaft nicht gesichert]